# MTR Corporation

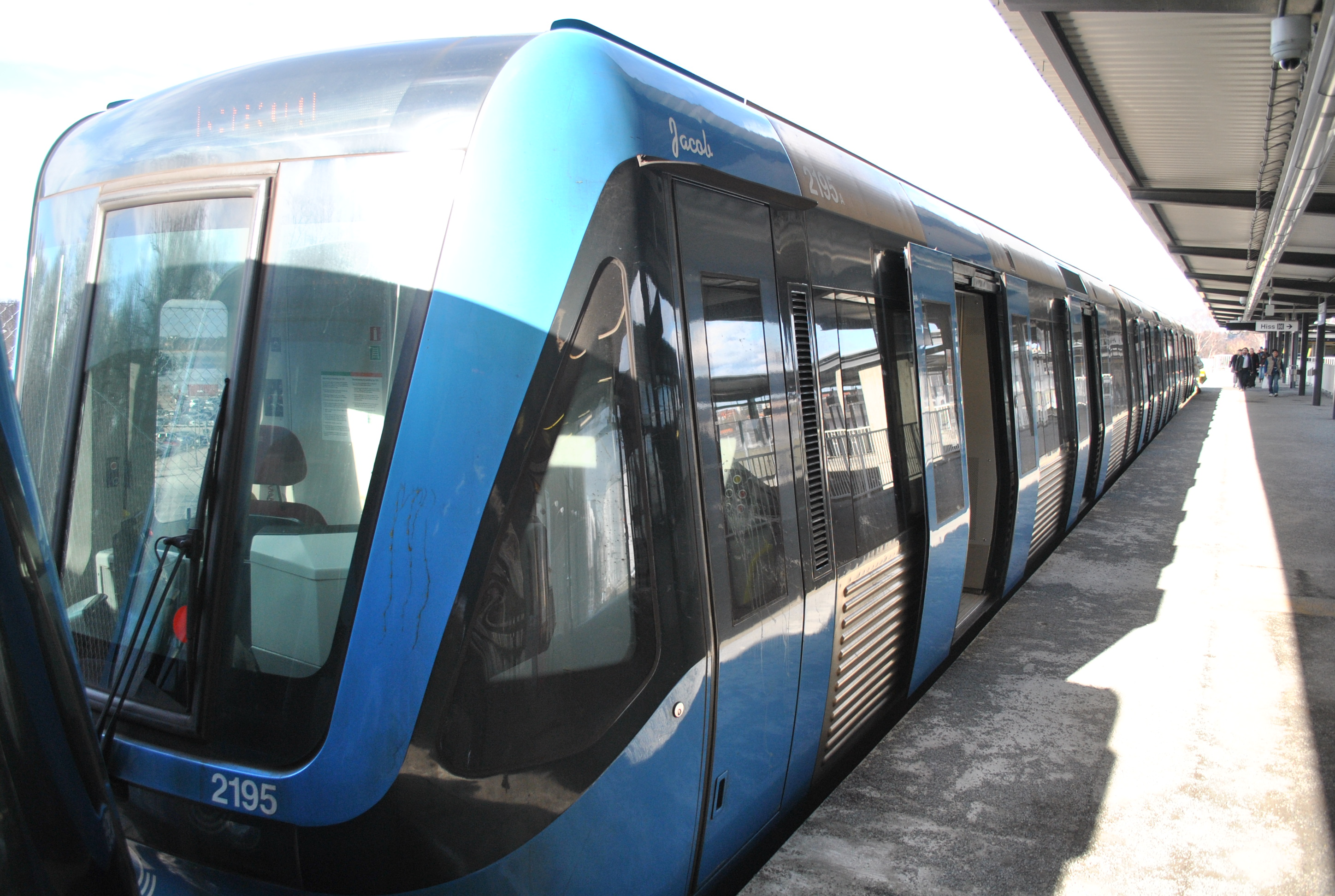
Ett tunneltåg vid Ropstens tunnelbanestation. Tunnelbanan i Stockholm drivs av MTR.

MTR Corporation Limited är ett företag baserat i Hongkong som bland annat äger och sköter driften av Hongkongs tunnelbana, Mass Transit Railway (MTR).  De har kontrakt på drift av järnvägsnät i Storbritannien och Australien samt verksamhet i Sverige (se nedan). MTR har också investerat i flera samriskföretag som bygger och driver tunnelbanelinjer i Kina. 
MTR Corporation startade år 1979 som ett statligt bolag, men år 2000 såldes en mindre del av till olika ägare och bolaget börsnoterades.  Hongkong SAR (Kinesiska staten) äger fortfarande 75 procent av bolaget.

## Verksamhet i Sverige
MTR Corporation bedriver verksamhet i Sverige genom sitt dotterbolag MTR Nordic och dess dotterbolag.
Den 2 november 2009 tog MTR Stockholm (numera MTR Tunnelbanan) över driften av Stockholms tunnelbana. 
Under 2016 förvärvade MTR Nordic Mantenas ägarandel (50%) i fordonsunderhållsbolaget Tunnelbaneteknik Stockholm AB (TBT) som då blev ett helägt bolag inom MTR Nordic under namnet MTR Tech. 

### Tidigare verksamhet i Sverige
Under december 2015 beslutade SL att MTR ska driva pendeltågstrafiken i Stockholm. MTR tog över pendeltågstrafiken den 11 december 2016. Region Stockholm och MTR kom under oktober 2023 överens om att bryta avtalet i förtid. MTR Pendeltågen lämnade över ansvaret för trafiken den 3 mars 2024 till SJ.
Dotterbolaget MTR Mälartåg bedrev upphandlad tågtrafik i Mälardalen sedan 12 december 2021 för Mälardalstrafik. VD var Joakim Sundh. Mälartåg har dragits med stora problem sedan starten.
I februari 2024 meddelade Mälardalstrafik att avtalet om att bedriva tågtrafiken i Mälardalen på grund av bristerna avslutas i förtid, och i stället tog Transdev över tågtrafiken från den 16 juni 2024.
MTR Express, senare med varumärket MTRX, började i mars 2015 köra snabbtåg i egen regi mellan Stockholm och Göteborg. För detta har man sex tåg av typ X74 från tillverkaren Stadler. Företaget övertogs av VR Group den 30 maj 2024 och bedrivs numera under namnet VR Snabbtåg Sverige.

## Verksamhet i Australien
Sedan 2009 kör Metro Trains Melbourne Melbournes pendeltåg. Metro Trains Melbourne är ett dotterbolag till Metro Trains Australia som MTR Corporation äger 60 procent av.